# 다다예술학교
다다예술학교는 충청북도 청주시 낭성면에 있는 사립 각종학교이다.

## 연혁
- 2009년 5월 11일 : 개교[1]
- 2017년 3월 1일 : 학력인정 대안학교 인가